# Поляни (Молодечненський район)
Поляни (біл. вёска Паляны) — село в складі Молодечненського району Мінської області, Білорусь. Село підпорядковане Лебедівській сільській раді, розташоване в західній частині області.